# Just Dance 2021
Just Dance 2021 är ett dansspel utvecklad av Ubisoft Paris och utgiven av Ubisoft. Den presenterades på Nintendo Direct Minis presskonferens, spelet kommer att släppas till Nintendo Switch, Playstation 4, Playstation 5, Xbox One och Stadia. Det är första spelet i serien som inte utannonserades på E3 som ställdes in på grund av Coronaviruspandemin 2019–2021. Det är första spelet i serien som inte släpps till Wii.

## Låtar
Följande låtar förekommer:
| Sång                            | Artist                                       | År   |
| ------------------------------- | -------------------------------------------- | ---- |
| "Adore You"                     | Harry Styles                                 | 2019 |
| "Alexandrie Alexandra"          | Jérôme Francis (Claude François)             | 1978 |
| "All the Good Girls Go to Hell" | Billie Eilish                                | 2019 |
| "Bailando"                      | Paradisio med DJ Patrick Samoy               | 1996 |
| "Blinding Lights"               | The Weeknd                                   | 2019 |
| "Boy, You Can Keep It"          | Alex Newell                                  | 2020 |
| "Buscando"                      | GTA och Jenn Morel                           | 2018 |
| "Dance Monkey"                  | Tones and I                                  | 2019 |
| "Dibby Dibby Sound"             | DJ Fresh vs. Jay Fay med Ms. Dynamite        | 2014 |
| "Don't Start Now"               | Dua Lipa                                     | 2019 |
| "Feel Special"                  | Twice                                        | 2019 |
| "Georgia"                       | Tiggs Da Author                              | 2015 |
| "Get Get Down"                  | Paul Johnson                                 | 1999 |
| "Heat Seeker"                   | Dreamers                                     | 2020 |
| "Ice Cream"                     | Blackpink och Selena Gomez                   | 2020 |
| "In the Navy"                   | The Sunlight Shakers (Village People)        | 1979 |
| "Joone Khodet"                  | Black Cats                                   | 2006 |
| "Juice"                         | Lizzo                                        | 2019 |
| "Kick It"                       | NCT 127                                      | 2020 |
| "Kulikitaka"                    | Toño Rosario                                 | 2003 |
| "Lacrimosa"                     | Apashe                                       | 2018 |
| "Magenta Riddim"                | DJ Snake                                     | 2018 |
| "Paca Dance"                    | The Just Dance Band                          | 2020 |
| "Que Tire Pa Lante"             | Daddy Yankee                                 | 2019 |
| "Rain on Me"                    | Lady Gaga och Ariana Grande                  | 2020 |
| "Runaway (U & I)"               | Galantis                                     | 2014 |
| "Samba de Janeiro"              | Ultraclub 90 (Bellini)                       | 1997 |
| "Say So"                        | Doja Cat                                     | 2020 |
| "Señorita"                      | Shawn Mendes och Camila Cabello              | 2019 |
| "Temperature"                   | Sean Paul                                    | 2006 |
| "The Other Side"                | SZA och Justin Timberlake                    | 2020 |
| "The Weekend"                   | Michael Gray                                 | 2004 |
| "Till the World Ends"           | The Girly Team (Britney Spears)              | 2011 |
| "Uno"                           | Little Big                                   | 2020 |
| "Volar"                         | Lele Pons med Susan Diaz och Victor Cardenas | 2020 |
| "Without Me"                    | Eminem                                       | 2002 |
| "Yameen Yasar"                  | DJ Absi                                      | 2020 |
| "Yo Le Llego"                   | J Balvin och Bad Bunny                       | 2019 |
| "You've Got a Friend In Me"     | Disney-Pixar's Toy Story (Randy Newman)      | 1996 |
| "Zenit"                         | Onuka                                        | 2019 |

### Just Dance Unlimited
| Sång                         | Artist                                                          | År   | Lanseringsdatum                                                          |
| ---------------------------- | --------------------------------------------------------------- | ---- | ------------------------------------------------------------------------ |
| "Dans van de Farao"          | K3                                                              | 2020 | 22 november 2020 (Benelux region) TBA (Världen)                          |
| "Flash (Just Dance Version)" | Bilal Hassani med Sundy Jules, Paola Locatelli och Sulivan Gwed | 2020 | 12 november 2020 (Frankrike) TBA (Världen)                               |
| "U.S.A."                     | Da Pump                                                         | 2018 | 12 november 2020 (Japan) TBA (världen)                                   |
| "Drum Go Dum"                | K/DA med Aluna, Wolftyla och Bekuh Boom                         | 2020 | 25 november 2020 (ursprunglig lansering) 26 februari 2021 (JDU exklusiv) |
| "Tusa"                       | Karol G och Nicki Minaj                                         | 2019 | 14 januari 2021                                                          |
| "Stupid Love"                | Lady Gaga                                                       | 2020 | 21 januari 2021                                                          |
| "Girls Like"                 | Tinie Tempah med Zara Larsson                                   | 2016 | 28 januari 2021                                                          |

1. ↑  Är även tillgänglig exklusiv sång i Benelux-regionen
2. ↑  Är även tillgänglig exklusiv i franska regionen
3. ↑  Är även tillgänglig exklusiv i japanska regionen
4. ↑  Ursprungligen gratis att spela fram till 25 februari 2021, men är exklusiv därefter
5. ↑  Licens på League of Legends som efterliknar spelfigurerna  /bandmedlemmarna Kai'Sa, Ahri, Akali och Evelynn som huvudtränare
6. 1 2  Säsong 1: Once Upon A Dance